# Brunk, Radeče
Brunk este o localitate din comuna Radeče, Slovenia, cu o populație de 12 locuitori.